# Beat (film, 1997)
Pour les articles homonymes, voir Beat.
Pour plus de détails, voir Fiche technique et Distribution.
Beat (비트) est un film sud-coréen réalisé par Kim Seong-su, sorti en 1997.

## Synopsis
Trois amis quittent le lycée. Min, un bagarreur dont la mère est une veuve qui a sombré dans l'alcoolisme, découvre le monde de la pègre par l'entremise de meilleur ami Tae-soo. Hwang-gyu, le troisième de la bande, décide de travailler, mais n'arrive pas à garder un emploi.

## Fiche technique
- Titre : Beat
- Titre original : 비트
- Réalisation : Kim Seong-su
- Scénario : Shim San d'après le manhwa de Huh Young-man
- Musique : Kim Jae-won
- Photographie : Kim Hyung-koo
- Montage : Kim Hyeon
- Société de production : CJ Entertainment et Uno Film
- Pays :  Corée du Sud
- Genre : Action, drame et film de gangsters
- Durée : 115 minutes
- Dates de sortie : 
  -  Corée du Sud : 3 mai 1997

## Distribution
- Jeong Woo-seong : Min
- Ko So-young : Romi
- Lim Chang-jung : Whan-kyu
- Yu Oh-seong : Tae-soo
- Hyeon-jin Sa : Seon-ah
- Kim Bu-seon : Mme. Sin

## Distinctions
Le film a été nommé pour le Blue Dragon Film Award du meilleur film.